# Eliza Withington

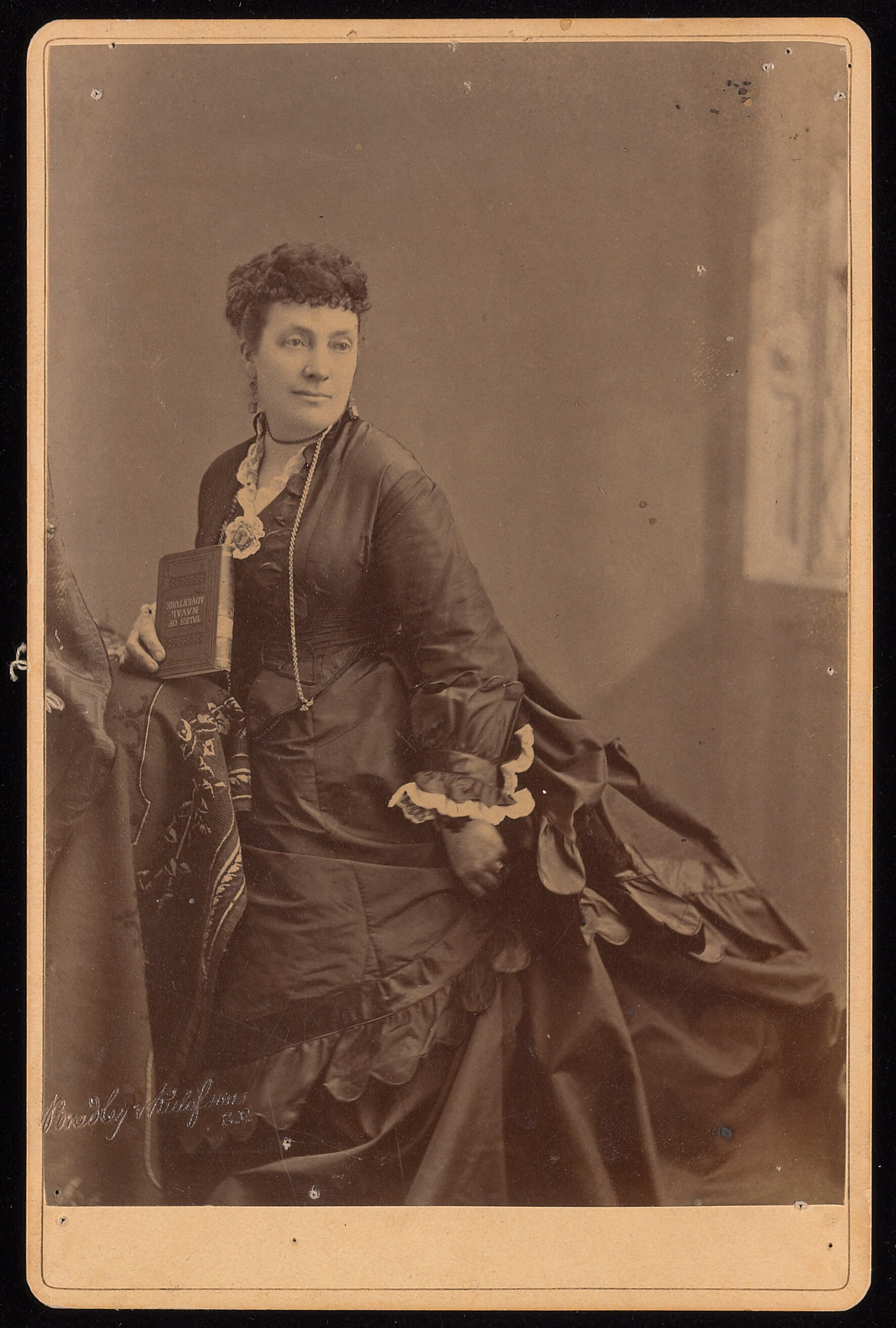
Porträt Eliza Withingtons, Fotostudio Bradley & Rolufson, San Francisco

Eliza Withington (eigentlich Elizabeth Kirby Withington, * 17. März 1825 in New York City, New York; † 3. März 1877 in Ione City, Kalifornien) war eine amerikanische Fotopionierin und eine der ersten weiblichen Landschaftsfotografinnen. Ihr im Jahr 1876 veröffentlichter Aufsatz How a Woman Makes Landscape Photographs  gehört zu den detailliertesten Beschreibungen der Fotografiepraxis in Kalifornien der 1870er Jahre.

## Leben und Werk

### Frühe Jahre
Eliza Withington wurde 1825 als die Tochter von Isaac Kirby and Eleanor Canfield in New York geboren. Am 3. Dezember 1845 heiratete sie im Alter von 20 Jahren George Withington (1821–1900) in Monroe, Michigan. In Monroe kamen in den folgenden Jahren auch ihre beiden Töchter Sarah Augusta (1846–1911) und Eleanor Burton (1848–1864) zur Welt. Ein Jahr nach der Geburt ihrer jüngsten Tochter brach ihr Mann George im Zuge des Kalifornischen Goldrauschs nach Westen auf, wo er sich zunächst in El Dorado County in der Produktion von Dachziegeln verdingte. Im Jahr 1851 zog George in das südöstlich von Sacramento gelegene Ione Valley, wo er für verschiedene Bergbauunternehmen arbeitete und Grundstücke aus dem Rancho Arroyo Seco Land Grant verkaufte. Im Jahr 1852 schloss sich Eliza mit ihrer ältesten Tochter von St. Joseph, Missouri, aus einem Treck nach Westen an. Im Tagebuch einer ihrer Mitreisenden wird erwähnt, dass Eliza auf der beschwerlichen Reise an einer Durchfallerkrankung erkrankte. Nach ihrer Wiedervereinigung in Kalifornien erwarben George und Eliza zunächst Land in Dry Creek, das sie 1855  im Zuge eines Rechtsstreits aber wieder verloren. Ab 1857 ist das Ehepaar in Ione City nachgewiesen.

### Fotografin in Ione, Amador County

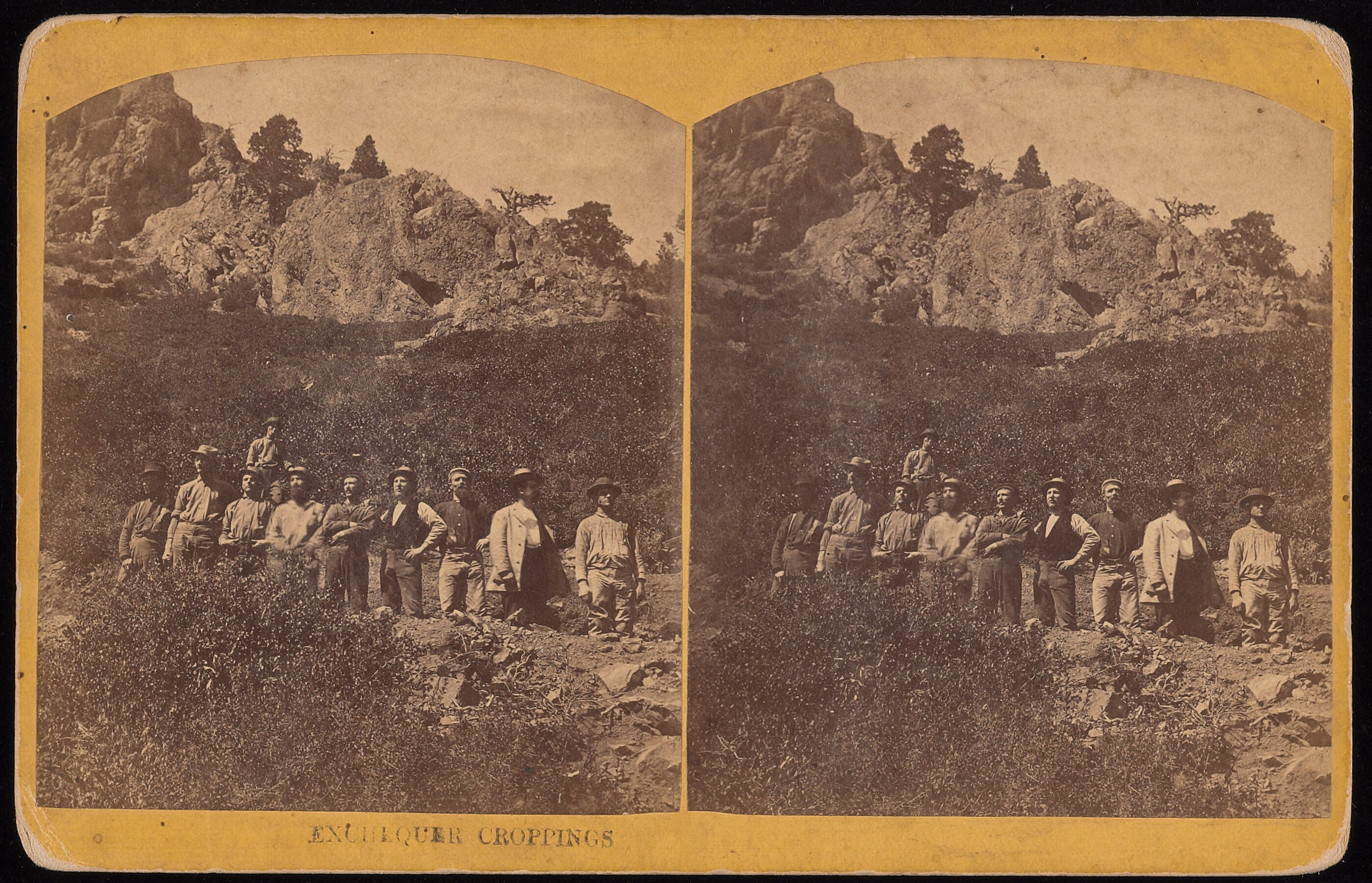
Stereoskopische Fotokarte Exchequer Croppings aus dem Studio von Eliza Withington (ohne Jahr)

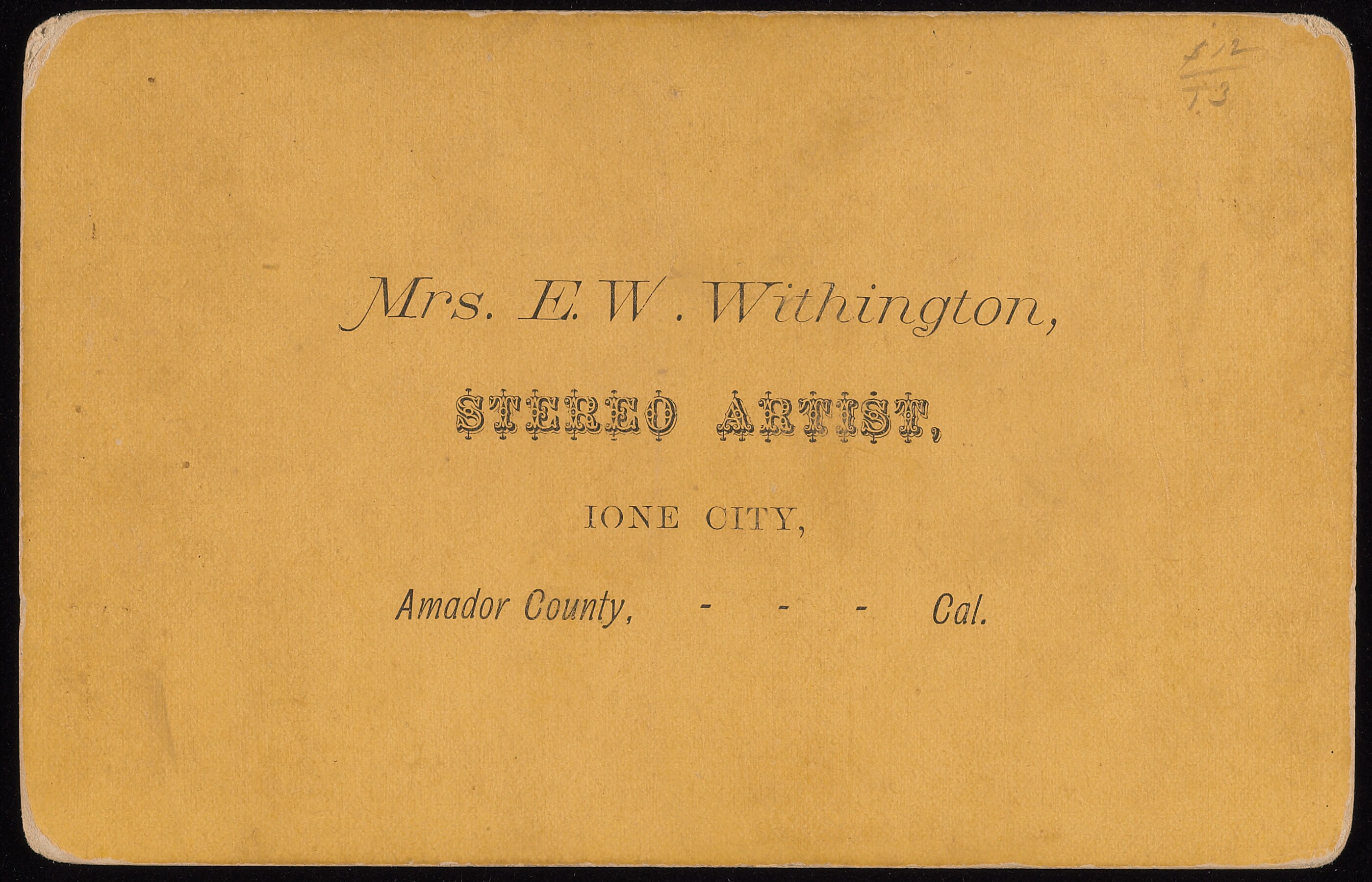
Die Rückseite derselben Fotokarte weist Eliza Withington als „Stereo Artist“ aus

Im Jahr 1857 eröffnete Eliza auf der Main Street in Ione City ihr eigenes Fotostudio. In einer Anzeige im Amador Ledger vom 25. Juli 1857 gab sie an, „kürzlich nicht nur Bradys gefeierte Galerie in New York City besucht zu haben, sondern auch viele der renommierten Galerien in verschiedenen Staaten der Atlantikküste“. Katherine Manthorne bezweifelt in ihrem 2020 erschienenen Buch zu amerikanischen Fotopionierinnen den aus dieser Aussage abgeleiteten Schluss früherer Biografen, Withington sei im Jahr 1856 zurück an die Ostküste gereist, um das Handwerk der Fotografie zu erlernen. Manthorne weist dabei auf den Umstand hin, dass die Durchquerung des amerikanischen Kontinents in der Mitte des 19. Jahrhunderts ein überaus schwieriges Unterfangen war und die Galerie Bradys bereits seit 1844 geöffnet war, so dass Withington auch schon vor ihrer Heirat ein Interesse an der Fotografie entwickelt haben könne.
Im selben Jahr kam auch Withingtons zweite Tochter nach Kalifornien. Ein 1861 geborener Sohn starb schon nach fünf Monaten. Ein weiterer Schicksalsschlag war der Bankrott ihres Mannes George zu Beginn des Jahres 1865. Im Jahr 1871 hatten die Kinder das Elternhaus verlassen und die beiden Eheleute lebten getrennt – laut dem Fotohistoriker Peter E. Palmquist offenbar auf Elizas Entschluss hin.
Im Jahr 1871 war es auch, dass Withington damit begann, Landschaftsaufnahmen anzufertigen. Zu diesem Zweck reiste sie häufig von Amador County in die Berge des benachbarten Alpine County. Eines der wenigen von Withington überlieferten Fotos zeigt Goldsucher, die von Withington geschickt vor einer Bergszenerie gruppiert wurden (siehe nebenstehende Abbildung). Der Kamerawinkel ist dabei bergaufwärts gerichtet, was zu einer „ansprechenden Komposition“ (Manthorne) führt.
Ihre fotografische Praxis jener Jahre beschreibt Withington in einem 1876 im Fotomagazin The Philadelphia Photographer veröffentlichten Aufsatz unter dem Titel How a Woman Makes Landscape Photographs. Aufgrund der großen Hitze im kalifornischen Längstal schloss Withington ihr Fotostudio in Ione City im Sommer für mehrere Monate und machte sich per Kutsche oder manchmal auch per Anhalter auf in die Berge der Sierra Nevada. Mitführen musste sie nicht nur ihre Kamera und Objektive, sondern auch zahlreiche Glasplatten und Chemikalien für die Entwicklung der Aufnahmen vor Ort. Bisweilen benutzte sie ihr dunkles, langes Kleid als improvisierte Dunkelkammer. Besondere Dienste leistete ihr auch ein Schirm, mit dem sie nicht nur ihre Objektive vor direkter Sonneneinstrahlung schützte, sondern bisweilen auch Abhänge hinunterrutschte.
Nur ein Jahr nach der Veröffentlichung ihres Aufsatzes starb Eliza Withington kurz vor dem Erreichen ihres 52. Geburtstages an Krebs.